# شهرک آلتای
شهرک آلتای (به قزاقی: Altai Town) یا زیریانوفسک یک منطقهٔ مسکونی در قزاقستان است که در استان قزاقستان شرقی واقع شده‌است. شهرک آلتای ۳۹٬۳۲۰ نفر جمعیت دارد.